# Asedio de Veracruz
El Bombardeo de Veracruz fue una acción armada llevada a cabo por una fuerza invasora conjunta compuesta por el Ejército de Estados Unidos y la Armada de Estados Unidos entre el 9 y el 29 de marzo de 1847 contra la ciudad mexicana de Veracruz, en el marco de la Intervención Estadounidense en México. En esta acción, tras un desembarco armado (el cual se considera el primer ataque anfibio estadounidense) se sitió y se bombardeó la ciudad de Veracruz muriendo así más de 1000 civiles. Finalmente esta plaza se rindió ante los estadounidenses.

## Antecedentes
Los Estados Unidos deciden continuar la invasión de México por lo que ellos mismos llamaron la Ruta de Cortés. Hasta ese momento la invasión había sido llevada desde el norte del país: había fuerzas estadounidenses en Tamaulipas, Monterrey, Saltillo, California y Nuevo México. El grueso del ejército estadounidense al mando del general de división (mayor general) Zachary Taylor se encontraba en Saltillo y Monterrey. Pero el gobierno estadounidense viendo que desde Saltillo hasta la Ciudad de México existía un territorio muy amplio y debían cruzar un gran desierto desde Saltillo hasta San Luis de Potosí (sumado a la campaña política del gobierno contra el general Taylor, que finalmente fue apartado del ejército), deciden invadir a México desde Veracruz, como lo había invadido Hernán Cortés tres siglos antes. El presidente estadounidense James Knox Polk nombra al comandante en jefe del Ejército de Estados Unidos, general de división (mayor general) Winfield Scott como jefe del ejército que invadirá México por la ruta de Cortés.

## La campaña
En el mes de marzo de 1847, se realiza el desembarco de tropas estadounidenses en Veracruz. El ejército mexicano no opone resistencia al desembarco pues el ejército mexicano está enfrascado en la capital de la República con el levantamiento interno de los Polkos, una revuelta interna por derrocar al presidente Gómez Farías y sus medidas de desamortización de bienes de la Iglesia católica para financiar la guerra. Finalmente se evitó esa desamortización.

### Defensas mexicanas
La ciudad amurallada de Veracruz, junto a  Fuerte de San Juan de Ulúa, era considerada como la ciudad más fuertemente protegida de América del Norte hasta ese momento. El general de brigada Juan Esteban Morales comandó la guarnición de 3360 hombres que estaba distribuida en las tres principales fortalezas que custodiaban Veracruz:
- Fuerte Santiago - extremo sur de la ciudad
- Fuerte Concepción - extremo norte de la ciudad

Estos dos fuertes incluyeron 3.360 hombres y 89 cañones: artillería, los regimientos 2° y 8° de infantería, el regimiento 3° ligero, un piquete del regimiento 11°, Guardias Nacionales de Puebla Libres, Orizaba, Veracruz, Oaxaca y Tehuantepec. Batallones de zapadores e infantería de marina.
- Fuerte de San Juan de Ulúa - en alta mar, en los arrecifes de la Gallega. General José Durán con 1.030 hombres y 135 cañones: artillería, batallones activos de Puebla y Jamiltepec, compañías de los batallones activos de Tuxpan, Tampico y Alvarado.

Los encargados de la defensa eran el General de Brigada Juan Estaban Morales, su segundo al mando fue el General de Brigada José Juan de Landero Bauza, y el Jefe de Ingenieros, el Teniente Coronel Manuel Robles Pezuela. La guarnición de Veracruz se componía por:
Fuertes de Santiago y Concepción
- Compañía de Artillería de la Guardia Nacional – Teniente Antonio Sosa – 80 hombres
- Regimiento de Infantería Núm. 2 – Coronel Bartolo Arzamendi – 400 hombres
- Regimiento de Infantería Núm. 8 – Coronel José Félix López – 140 hombres
- Regimiento de Infantería Núm. 11 (solo un pelotón) – Coronel Miguel Camargo – 41 hombres
- Artillería – Teniente Coronel Antonio Ortiz-Izquierdo Correa – 150 hombres
- Compañía de Zapadores – Comandante José María Parra – 100 hombres
- 3er Regimiento Ligero – Capitán Juan J. Sánchez – 150 hombres
- Guardia Nacional de Libres de Puebla – Coronel Pedro M. Herrera – 350 hombres
- Guardia Nacional de Orizaba – Coronel José Gutiérrez Villanueva – 500 hombres
- Guardia Nacional de Veracruz – Coronel Jose Lucelmo – 800 hombres
- Guardia Nacional de Oaxaca – Coronel Juan Aguayo – 400 hombres
- Guardia Nacional de Tehuantepec – Comandante Manuel Prieto – 60 hombres
- Matriculados de Marina – 80 hombres
- Compañías de Coatepec y Vergara, Voluntarios de Orilla – 109 hombres
- Varios – 360 hombres

Fuerte de San Juan de Ulúa (bajo el mando del General de Brigada José Durán)
- Artillería – Coronel Mariano Aguado – 450 hombres
- Batallón Activo de Puebla – Comandante Fernando Urriza – 180 hombres
- Batallón Activo de Jamiltepec – Comandante N. García – 150 hombres
- Compañía de los Batallones Activos de Tuxpan, Tampico y Alvarado – Capitanes Miguel Argumedo y Elegio Pérez – 250 hombres

#### Fuerzas invasoras estadounidenses
La Fuerza expedicionaria estadounidense (U.S. Expeditionary Force), fuerte de 8.600 hombres, al mando del general Winfield Scott estaba compuesta por:
- Fuerzas terrestres de desembarco:
  - 1.ª División de Regulares – William J. Worth
    - 1.ª Brigada – coronel John Garland
    - 2.ª Brigada – coronel Newman S. Clarke

  - 2.ª División de Regulares – David E. Twiggs
    - 1.ª Brigada – general de brigada (Brigadier General) Persifor F. Smith
    - 2.ª Brigada – general de brigada (Brigadier General) Bennet Riley

  - 3.ª División de Voluntarios – Robert Patterson
    - 1.ª Brigada – general de brigada (Brigadier General) John A. Quitman
    - 2.ª Brigada – general de brigada (Brigadier General) Gideon J. Pillow
    - 3.ª Brigada – general de brigada (Brigadier General) James Shields

  - Dragones – coronel William S. Harney
- Escuadrón naval de apoyo – comodoros David Conner; Matthew C. Perry

Scott, pidió lanchas de desembarco especialmente para su expedición, estos surfboats se construyeron en Filadelfia por el teniente George M. Totten.

### El asedio

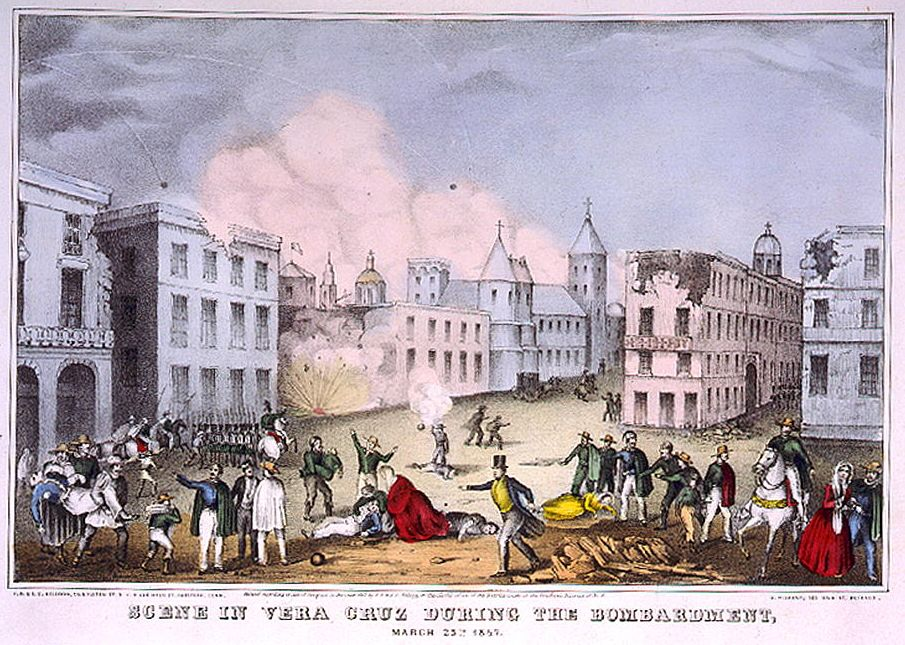
Escena del bombardeo el 25 de marzo de 1847.

Posterior al desembarco, comienzan el asedio de Veracruz. La ciudad de Veracruz estaba amurallada, y para atacarla y exigir su rendición, los estadounidenses montan un dispositivo militar. Tanto desde los barcos como desde tierra comienzan un bombardeo abundante a la Ciudad de Veracruz. Miles de bombas se disparan contra la ciudad durante cinco días. Dado que la ciudad era amurallada los civiles no pueden salir de la ciudad que se mantiene sitiada por el ejército estadounidense. Cientos de civiles mueren en ese bombardeo. Los estadounidense dispararon 6700 proyectiles, Veracruz y San Juan de Ulua respondieron con 18,486 disparos. Hubo 400 soldados mexicanos muertos y 200 heridos. Las bajas civiles fueron muy numerosas, posiblemente más de mil.

### Rendición de la plaza sitiada y victoria estadounidense
Un grupo de notables de la Ciudad de Veracruz, entre otros el Cónsul de Rusia, salen a pedir al general Winfield Scott, que deje salir a los niños y mujeres de la ciudad, cosa a la que se opone Scott y continúa el bombardeo. Al día siguiente el Puerto de Veracruz capitula.

## Consecuencias
De Veracruz, el ejército estadounidense avanza hacia la Ciudad de México, hacia tierras más altas y salubres, en dirección a Xalapa. En el camino a esta ciudad se llevará a cabo la siguiente batalla, donde participará nuevamente el general Antonio López de Santa Anna, que es la decisiva Batalla de Cerro Gordo.
- Datos: Q2745368
- Multimedia: Siege of Veracruz / Q2745368